# رگ آلاقداری
رگ آلاقداری (به لاتین: Reg Alaqadari) یک منطقهٔ مسکونی در افغانستان است که در Reg District واقع شده‌است. رگ آلاقداری ۹۱۴ متر بالاتر از سطح دریا واقع شده‌است.